# Chioneosoma komarovi
Chioneosoma komarovi är en skalbaggsart som beskrevs av Brenske 1886. Chioneosoma komarovi ingår i släktet Chioneosoma och familjen Melolonthidae. Inga underarter finns listade i Catalogue of Life.